# Ottenbronn
Ottenbronn ist ein Ortsteil der Gemeinde Althengstett im Landkreis Calw in Baden-Württemberg.

## Geschichte
Ottenbronn kommt im Jahr 1075 als Ottenbrunnan erstmals in dem Bestätigungsbrief König Heinrichs IV. für das Kloster Hirsau unter den Gütern vor, die Graf Adalbert von Calw diesem Kloster neu hinzugestiftet hatte. Jedoch soll der Ort schon unter den frühesten Widemsgütern des Klosters Hirsau zu Beginn des 9. Jahrhunderts aufgeführt sein. Letzteres wird allerdings von verschiedenen Fachleuten bezweifelt; sie sind der Auffassung, dass die Nachricht von der Schenkung Ottenbronns an das Kloster Hirsau um 830 n. Chr. deshalb nicht zutreffen könne, weil es sich hier um eine Vorform des Waldhufendorfs handele und die Gemeinde später bei der Aufzählung der Neubeschenkung von Calw genannt werde.
Ottenbronn gehörte von 1457 bis 1807 zum Klosteramt Hirsau und kam 1807 bei der Umsetzung der neuen Verwaltungsgliederung im Königreich Württemberg zum Oberamt Calw. Bei der Kreisreform während der NS-Zeit in Württemberg 1938 gelangte Ottenbronn zum Landkreis Calw.

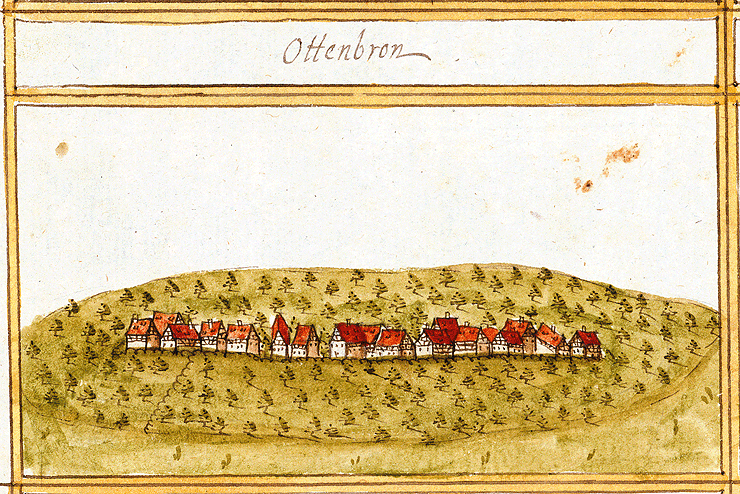
Ansicht von Ottenbronn aus den Forstlagerbüchern von Andreas Kieser, 1682

Im Rahmen der Gebietsreform in Baden-Württemberg wurde die bis dahin selbstständige Gemeinde Ottenbronn am 1. Oktober 1974 in die Gemeinde Althengstett eingegliedert.
Die Ortsmitte von Ottenbronn (Dorfplatz) liegt auf einer Höhe von 542 m ü. NN.

## Bevölkerungsentwicklung
| Jahr      | 1852 | 1871 | 1880 | 1890 | 1900 | 1910 | 1925 | 1933 | 1939 | 1950 | 1956 | 1961 | 1970 | 1974 | 2011 |
| Einwohner | 342  | 390  | 369  | 391  | 404  | 419  | 409  | 427  | 412  | 425  | 422  | 440  | 668  | 841  | 1416 |

Die Zahlen beziehen sich auf das Gemeindegebiet mit Gebietsstand vor der Eingemeindung am 1. Oktober 1974.

## Religionen
Seit der Reformation in Württemberg im Jahr 1534 ist Ottenbronn evangelisch geprägt. Die evangelischen Kirchengemeinden der beiden Althengstetter Teilorte Ottenbronn und Neuhengstett bilden die Gesamtkirchengemeinde Neuhengstett und Ottenbronn. 1923 erhielt Ottenbronn durch den Stuttgarter Architekten Rudolf Behr eine eigene Filialkirche, die zuletzt im Jahr 2003 umfassend renoviert und etwas erweitert wurde. 1928 gestaltete der Kunstprofessor Erwin Hetsch (1895–1978) die Altarwand mit Fresken (Gekreuzigter, Johannes der Täufer mit dem Gotteslamm, Paulus).

## Wappen
Die Blasonierung des ehemaligen Gemeindewappens lautet: „In Rot ein sechseckiger laufender silberner Röhrenbrunnen mit Brunnensäule und zwei Röhren.“